# Wołodymyr Ikonnikow
Wołodymyr Jurijowycz Ikonnikow (ukr. Володимир Юрійович Іконніков; ur. 22 kwietnia 1982 w Kijowie) – ukraiński piłkarz, grający na pozycji bramkarza.

## Kariera piłkarska

### Kariera klubowa
Wychowanek Dynama Kijów, barwy którego bronił w juniorskich mistrzostwach Ukrainy (DJuFL). W latach 2001-2002 grał w Nafkomie Browary. W 2003 występował w amatorskiej drużynie Jedność Płysky. Na początku 2004 został piłkarzem Spartaka Iwano-Frankowsk. Również występował w drugiej drużynie Spartak-2 Kałusz. Podczas przerwy zimowej sezonu 2004/05 przeszedł do klubu Fakeł Iwano-Frankowsk, który w 2007 zmienił nazwę na Prykarpattia Iwano-Frankowsk.

### Kariera reprezentacyjna
W 2007 występował w studenckiej reprezentacji Ukrainy.

## Sukcesy i odznaczenia

### Sukcesy klubowe
- wicemistrz Drugiej lihi Ukrainy: 2002, 2006, 2007

### Sukcesy reprezentacyjne
- mistrz Uniwersjady: 2007

### Odznaczenia
- nagrodzony tytułem Mistrza Sportu Klasy Międzynarodowej: 2007